# Black Dahlia
«Black Dahlia» (рус. Чёрная георгина) — песня калифорнийской рэп-рок-группы Hollywood Undead, седьмой трек и пятый сингл с их дебютного альбома Swan Songs. Песня попала в ротацию радиостанций летом 2010 года. 13 сентября 2010 года в поддержку радиосингла был издан мини-альбом Black Dahlia Remixes с тремя ремиксами песни.

## Обзор
Песня написана в 2006 году при участии Джеффа Филлипса (Shady Jeff), который вскоре покинул группу. В 2007 году песня должна была стать восьмым треком в неизданном одноимённом альбоме группы. Впервые песня исполнена на публике за месяц до выхода альбома Swan Songs на фестивале Virgin Mobile в начале августа 2008 года.
Альбом вышел 2 сентября 2008 года на лейбле A&M/Octone Records. «Black Dahlia» стала седьмым треком. В рецензии на альбом обозреватель журнала Shvoong Джеймс Браун поставил песне 3.5 балла из 5 возможных, охарактеризовав её как «действительно грустная, в каком-то роде в духе эмо». Журнал AbsolutPunk.net назвал песню "пропитанной грустью" (angst-ridden).

 «Black Dahlia» так же эмоциональна, как «Young», только основа её — любовь и отношения. Песня так же глубока, как и «Young», так же врывается в ваше сердце и эмоции.Оригинальный текст (англ.) “Black Dahlia” keeps the intense emotions of “Young,” but the subject changes to struggles with love and relationships. This song is equally as deep as “Young,” and the lyrics tug at your heart and emotions.— Andrew E. из ReviewStream 

## Список композиций
| №  | Название                    | Длительность |
| -- | --------------------------- | ------------ |
| 1. | «Black Dahlia» (Radio Edit) | 3:01         |

| №  | Название                                    | Длительность |
| -- | ------------------------------------------- | ------------ |
| 1. | «Black Dahlia» (Buffalo Bill remix)         | 3:50         |
| 2. | «Black Dahlia» (Lo Fidelity Allstars remix) | 4:32         |
| 3. | «Black Dahlia» (The Pharmacy remix)         | 3:46         |

## Участники
Hollywood Undead
- Charlie Scene — соло-гитара, бэк-вокал, скриминг
- J-Dog — клавишные, синтезатор, вокал, скриминг
- Deuce — вокал, бас-гитара, продюсер, скриминг
- Da Kurlzz — ударные, перкуссия
- Funny Man — отсутствует в песне
- Johnny 3 Tears — вокал
- Shady Jeff — скриминг (версия 2005 года)

Создатели
- Дэнни Лонер — продюсирование
- Бен Гросс — сведение
- The Pharmacy — продюсирование, ремикширование
- Lo Fidelity Allstars — продюсирование, ремикширование
- Buffalo Bill — продюсирование, ремикширование